# دار اللكمة (ردفان)

تعديل مصدري - تعديل

دار اللكمة هي إحدى قرى عزلة الحبيلين بمديرية ردفان التابعة لمحافظة لحج، بلغ تعداد سكانها 63 نسمة حسب تعداد اليمن لعام 2004.